# Керамічні труби

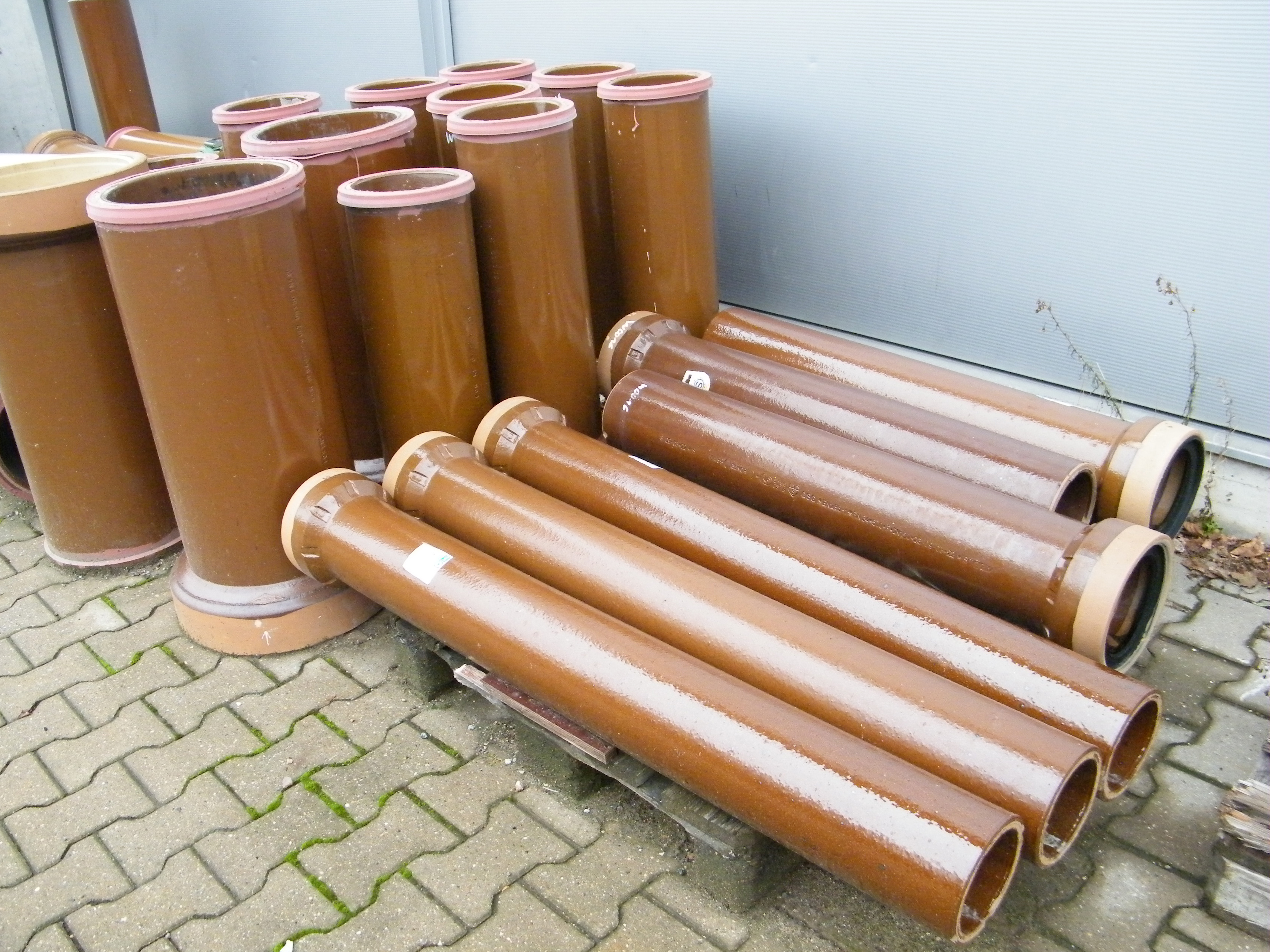
Керамічні труби

Керамічні труби мають високу зносостійкість, пропускну здатність. Застосовують такі труби при транспортуванні гідросумішей підвищеної абразивності в основному на гірничозбагачувальних комбінатах кольорової металургії.